# Azar Lawrence
Azar Lawrence (né en 1953) est un saxophoniste de jazz, américain, connu notamment pour avoir été sideman auprès de McCoy Tyner, Miles Davis et Freddie Hubbard. Il a été le saxophoniste ténor de McCoy Tyner à la suite du décès de John Coltrane.
Lawrence a enregistré Summer Solstice chez Prestige Records en 1975 produit par Orrin Keepnews, où il joue aux côtés de Raul de Souza, Gerald Hayes, Amaury Tristão, Dom Salvador, Ron Carter et Guilherme Franco. Suivent Bridge Into The New Age avec Jean Carn, Woody Shaw, Ray Straughter, Woody Murray, Clint Houston, Billy Hart, Guillerme Franco, Julian Priester, Hadley Caliman, Black Arthur, Joe Bonner, John Heard, Leon "Ndugu" Chancler, Mtume et Kenneth Nash ; puis People Moving avec Patrice Rushen, Jerry Peters, Michael Stanton, John Rowin, Lee Ritenour, Paul Jackson et Harvey Mason. Hebert Baker fut le mentor de Lawrence et lui enseigna notamment comment aller chercher sa propre musique au plus profond de soi. Lawrence se souviens de Hebert Baker comme l'un des meilleurs pianiste de jazz.

## Discographie

### En tant que leader
- 1974: Bridge into the New Age (Prestige)
- 1975: Summer Solstice (Prestige)
- 1976: People Moving  (Prestige)
- 2009: Prayer For My Ancestors (Furthermore)
- 2010: Mystic Journey (Furthermore)

### En tant que sideman
With Mulatu Astatke
- Timeless (2009, Mochilla)

With Henry Butler
- Fivin' Around (1986, Impulse!/MCA)

With Miles Davis
- Dark Magus (1977)

With Henry Franklin
- If We Should Meet Again (2007, Skipper Productions)
- Home Cookin (2007, Skipper Productions)

With Gene Harris
- In a Special Way (1976)

With Freddie Hubbard
- Bundle of Joy (1977)

With Woody Shaw
- The Moontrane (1974, Muse)

With McCoy Tyner
- Enlightenment (1973, Milestone)
- Sama Layuca (1974, Milestone)
- Atlantis (1974, Milestone)

With Harry Whitaker
- Black Renaissance (1976, Bay State/Ubiquity)